# Dharma
Dhamma sanskrtsko धर्म, izgovorjava [dʱɐrmɐ] ) ima v budizmu tri pomene:
- Kozmični zakon narave.
- Učenja Bude, ki razlagajo ta zakon o primernem načinu človeškega življenja.
- Pojav in/ali njegove lastnosti.

## Etimologija in jezikovne različice
Beseda dharma izvira iz sanskrta in pomeni »kar je uveljavljeno (ali) uzakonjeno«, »zakon«, »dolžnost«, »pravica«. Iz nje je bila izpeljana prakrtska beseda dhamma.
V Vzhodni Aziji je znak za dharmo 法 — izgovorjeno fǎ v mandarinščini, hō v japonščini in beop v korejščini. Tibetanski prevod tega izraza je čö (ཆོས; fonetsko: tɕǿʔ; Wylie: chos). V ujgurščini, mongolščini in nekaterih drugih jezikih Srednje Azije se dharma prevaja kot nom, kar izvira iz starogrške besede »νόμος, nómos« (»zakon«).

## Dharma v indijskih religijah
V Indiji religijo imenujejo dharma. Ta beseda označuje določeno življenjsko pot ali življenjski slog, zato džainisti prakticirajo džainistično dharmo, hindujci sledijo sanatana dharmi, budisti pa živijo po naukih Budove dharme. Vsak izmed naštetih izrazov namiguje, da oseba živi po naukih določene religiozne oblike s svojevrstnimi pravili in praksami. Besedo »budizem« so v 19. stoletju izumili britanski učenjaki in krščanski misijonarji, ki so skušali razumeti indijsko vero. Tako kot sta bila večji del zgodovine latinščina in grščina krščanska liturgična jezika, sta bila sanskrt in pali glavna jezika za prenos budističnih svetih besedil med širitvijo budizma po azijskih deželah. Kar dandanes na zahodu imenujemo »budizem«, so v azijskih deželah stoletja imenovali Budova dharma. Ker se beseda dharma nanaša na določen življenjski slog, izraz Budova dharma pomeni življenjsko pot Bude (pot disciplinirane vadbe, ki jo je Buda izvajal in se ji zavezal).

## Dhamma-vinaja, Budova pot prakse
Gautama Buda je pot, ki jo je predpisoval svojim učencem, imenoval dhamma-vinaja (dhamma je palijska različica sanskrtske besede dharma), ki pomeni pot discipline (vinaja pomeni disciplina). Pot Bud (Gautama Buda je sebe videl kot le enega v dolgi liniji Bud, ki sega daleč v stari vek.) je pot discipline, ki si jo posameznik sam izbere. Ta samodisciplina vključuje celibat, stroga pravila etičnega obnašanja (śila), gojenje pozornosti in modrost (glej tudi trojno urjenje).
V budističnih besedilih se izraz »dharma« pogosto nanaša na Budova učenja in na pripadajoča besedila (npr. vinaja in Sutta pitaka iz Pali kanona), širše pa lahko vključuje tudi kasnejše tradicije interpretacij in tolmačenj, ki so jih razne budistične šole razvile kot pomoč pri razlagi in razvijanju Budovih učenj. V kasnejši mahajanski tradiciji je bilo to odraženo v 84.000 različnih učenjih (Kangjur/bka.'gjur), ki jih je Buda poučeval različnim vrstam ljudi glede na njihove potrebe.
Dharma kot sinonim za Budova učenja v tem smislu predstavlja enega od treh draguljev budizma, v katerih budisti iščejo zatočišče (vir posameznikove trajne sreče). Trije dragulji budizma so Buda (umska realizacija razsvetljenja), dharma (učenja in metode) in sangha (skupnost predanih praktikantov Budove dharme, ki si nudijo vzajemno podporo, vzpodbudo in duhovno prijateljstvo).

## Dhamma-vičaja, razumevanje narave
Gojenje in doseganje modrosti je del cilja in prakse budizma. Da bi posameznik postal moder, mora razumeti naravo stvari (dharma), kajti del budistične prakse je prav raziskovanje narave (dhamma-vičaja). To pomeni, da se razumevanja vzročnih vezi med različnimi pojavi loti na objektiven in znanstven način. Nekateri so Budo imenovali »veliki« ali celo »super znanstvenik«, ker njegova učenja o prenehanju trpljenja temeljijo na analizi vzročnih vezi med različnimi dejavniki, ki sestavljajo um in telo. Vrhunec te analize je doktrina soodvisnega izvora.

## Budovo telo dharme
Lastnosti dharme (zakon, resnica) so enake lastnostim Bude in oblikujejo njegovo »telo resnice« ali dharmakajo: v Samjutta nikaji, v Vakkali sutti, je Buda svojemu učencu Vakkali rekel:
»Yo kho Vakkali dhammaṃ passati so maṃ passati«

O, Vakkali, kdor vidi dhammo, vidi mene [Budo].
Druga omemba dharmakaje izvira iz Agganna sutte, iz zbirke Digha nikaja, in pravi:
»Tathāgatassa h'etam Vasettha adivacanam Dhammakayo iti pi ...«

O, Vasettha! Beseda dhammakaja je resnično ime Tathagate.

## Lastnosti Budove dharme
Učenje Bude ima šest vzvišenih lastnosti:
1. Dobro je razložena (sanskrt: svākkhāto): Budovo učenje ni spekulativna filozofija, temveč razlaga univerzalnega zakona narave, ki temelji na vzročni analizi naravnih pojavov. Zato se učenje poučuje kot znanost in ne kot sektaški verski sistem. Polno razumevanje (razsvetljenje) lahko traja različno dolgo, vendar budisti tradicionalno pravijo, da je potek učenja »odličen na začetku« (sīla – sanskrt: śīla – moralna načela), »odličen na sredini« (samādhi – zbranost) in »odličen na koncu« (paññā - sanskrt: prajñā — modrost).
2. Mogoče jo je raziskovati (sanskrt: sandiṭṭhiko): Dharmo je mogoče znanstveno raziskovati in ne temelji le na veri. Mogoče jo je preizkusiti v osebni vadbi, kdor sledi njenim naukom, pa bo tudi sam prek lastnih izkušenj dosegel rezultate.
3. Brezčasnost (sanskrt: akāliko): Dharma zagotavlja trajne in takojšnje rezultate, na katere ni treba čakati na prihodnjo ali naslednjo inkarnacijo. Dharma se skozi čas ne spreminja in ni relativna glede na čas.
4. Spodbuja preizkušanje (sanskrt: ehipassiko »kar lahko dosežeš in si ogledaš« — iz fraze ehi, paśya »pridi in si oglej!«): Dharma vabi vsa bitja, naj jo sama preizkusijo in si jo ogledajo na lastne oči.
5. Vodi v odrešitev (sanskrt: avapraṇayika »voditi nekoga v bližino nečesa«): Če dharma postane del posameznikovega življenja, ga vodi do odrešitve. V »Višuddhimaggi« jo imenujejo tudi »upanajanam«.
6. Uresničujejo jo lahko le modreci (sanskrt: pratyātmaṃ veditavyo vijñaiḥ »osebno poznavanje modrecev«): Dharmo lahko popolnoma uresničujejo le plemeniti učenci (arije), v katerih je dozorela najvišja modrost.

Budisti verjamejo, da bodo s poznavanjem teh atributov in z vadbo dharme dosegli največji mir in srečo, zato je izključno od vsakega posameznika odvisno, ali bo učenja dharme udejanjil v resnični praksi.
Tukaj Budo pogosto primerjajo z izkušenim in izurjenim zdravnikom, dharmo pa s primernim zdravilom. Ne glede na to, kako učinkovit je zdravnik ali kako učinkovito je zdravilo, bolnik ne more ozdraveti, dokler ne vzame zdravila na pravilen način. Tako je vadba dhamme edini način za doseganje končne odrešitve, ki je nibbāna (sanskrt: nirvāṇa).
Ta učenja segajo od razumevanja karme (pali: kamma – »dejanje«) in razvijanja dobrih umskih vzorcev do doseganja polnega razsvetljenja s spoznanjem prave narave uma.

## Dharme v budistični fenomenologiji
Včasih se beseda dharma v prečrkovanju palija ali sanskrta pojavlja z veliko ali z malo začetnico; slednja se v tem primeru nanaša na fenomen ali sestavni faktor človeškega obstoja. Ta koncept se je postopoma razširil v klasifikacijo komponent celotnega snovnega in umskega sveta. Budistična abhidharma filozofija zavrača materialen obstoj stalnih entitet, ki so odvisne od spreminjajočih se lastnosti, zato predlaga, da so ti »sestavni faktorji« edina vrsta entitete, ki resnično obstaja. Ta ideja je še posebej pomembna za analizo človeškega izkustva: v nasprotju s predpostavko, da so umska stanja neločljiv del zavedajočega se osebka ali duše, budistični filozofi večinoma predlagajo, da umska stanja obstajajo izključno kot »trenutni elementi zavesti« subjektivne zaznave osebka.
Ena izmed osrednjih doktrin budizma je zanikanje ločenega stalnega »jaza«. To načelo je v grobem orisano v treh znamenjih obstoja: duḥkha (pali: dukkha) - trpljenje, 2. anitja (pali: anicca) - sprememba/minljivost, 3. anātman (pali: anattā) - nesebstvo. V srcu budizma je spoznanje o neobstoju »jaza« kot ločene individualne entitete.
Kasneje so se budistični filozofi (npr. Nagardžuna (sanskrt: Nāgārjuna)) spraševali, ali dharme (trenutni elementi zavesti) res obstajajo kot ločene entitete (ali obstajajo ločeno od vsega ostalega?). Nagardžuna je zavrgel kakršnokoli samosvojo resničnost dharm in retorično vprašal:

śūnyeṣu sarvadharmeṣu kim anantaṃ kim antavat

kim anantam antavac ca nānantaṃ nāntavac ca kiṃ

kiṃ tad eva kim anyat kiṃ śāśvataṃ kim aśāśvataṃ

aśāśvataṃ śāśvataṃ ca kiṃ vā nobhayam apyataḥ

sarvopalambhopaśamaḥ prapañcopaśamaḥ śivaḥ

na kvacit kasyacit kaścid dharmo buddhena deśitaḥ

Kaj je brezmejno, ko so vse dharme prazne? Kaj ima konec?

Kaj je brezmejno in ima hkrati konec? Kaj ni brezmejno in hkrati nima konca?

Kaj je tisto? Kaj je drugo? Kaj je stalno? Kaj je minljivo?

Kaj je minljivo in stalno? Kaj ni nič od tega?

Blagodejna je pomiritev fenomenske metastaze, pomiritev vsega zaznavanja;

Dharme, ki bi jo Buda poučeval komurkoli, kadarkoli in kjerkoli, sploh ni.

—Mūlamadhyamakakārikā, nirvāṇaparīkṣā, 25:22-24

## Pomeni besede »dharma«
Dharma ima v budističnih besedilih različne pomene, ki vključujejo »pojav« in »narava« ali »značilnost«.
Dharma pomeni tudi »umsko vsebino« in se pojavlja v kombinaciji z besedo čitta, ki pomeni srce/uma. V glavnih sutrah (npr. v Mahasatipatthana sutri) par dharma/čitta zrcalijo s parom kaja (telo)/vedana (čustva, občutki, ki se pojavljajo v telesu, vendar jih izkušamo preko uma).
Dharma pomeni »vir stvari« in »Resnico«.
Dharma lahko pomeni tudi učenja Bude, ne v kontekstu besed enega (četudi razsvetljenega) človeka, temveč kot izraz naravnega zakona, ki ga je Buda ponovno odkril in delil s svetom. Človek, ki živi svoje življenje v skladu z razumevanjem tega naravnega zakona, je »dharmična« oseba, kar se pogosto prevaja kot »krepostna«. Buda je učil štiri plemenite resnice, plemenito osemčleno pot, tri znamenja obstoja in druge napotke za doseganje svobode in odrešitve od trpljenja.